# Договор в Фонтенбло (ноябрь 1807)

Голландское королевство после договора в Фонтенбло

Договор в Фонтенбло был заключён 11 ноября 1807 года во дворце Фонтенбло между французской империей Наполеона Бонапарта и голландским королевством его брата Луи Бонапарта. В соответствии с условиями договора Наполеон аннексировал стратегически важный город Флиссинген, а Луи получил в качестве компенсации провинцию Восточная Фризия от недавно побеждённой Пруссии. Договор стал первым шагом к полной аннексии Наполеоном Голландии.

## Предыстория
Флиссинген на острове Валхерен имел хорошо защищённую военно-морскую базу и был стратегически удачно расположен в устье Шельды, охраняя вход в ключевой порт Антверпен. Город и голландская Фландрия на юге были частью провинции Зеландия Голландской Республики, пока этот регион не был оккупирован французами в 1795 году, во время войны первой коалиции. Согласно условиям Гаагского договора в мае того же года, который завершил войну между французами и голландцами, голландская Фландрия была передана Франции, в то время как Флиссинген был поставлен под французско-голландское совместное правление, и французы получили право разместить в нём гарнизон.
В 1806 году Наполеон назначил своего брата Людовика марионеточным королем Голландии, но его всё больше беспокоил отказ его брата от призыва голландцев на военную службу и отправки войск и кораблей для военных действий Франции, а также нежелание Луи поддерживать континентальную блокаду и его терпимость к крупномасштабной контрабанде товаров в Англию и из неё. Поэтому Наполеон шёл к постепенному роспуску королевства Голландии и присоединению его территории к своей империи.

## Договор
По приглашению французского имперского кабинета группа представителей голландского королевства отправилась в сентябре 1807 года в Париж для переговоров по договору. Договор был подписан во дворце Фонтенбло 11 ноября 1807 года Жаном-Батистом Номпером де Шампаньи со стороны Франции и Виллемом Сиксом ван Отерликом, Иоганом Голдбергом и Фредериком ван Лейден ван Вестбарендрехтом со стороны Голландии.
По условиям договора голландское королевство передало Франции Флиссинген. Тем не менее, Голландия продолжала нести ответственность за содержание дамб, защищающих Флиссинген. В свою очередь, Луи получил компенсацию территориями от пруссаков и русских, которые недавно потерпели сокрушительные поражения от французов в битве при Йене и Ауэрштедте (октябрь 1806 г.) и битве под Фридландом (июнь 1807 г.). Голландское королевство получило российский Евер и прусскую провинцию Восточная Фризия, а также ранее независимую территорию Книпхаузен. Кроме того, Луи получил анклав Люксгестел, ранее управляемый Льежским епископством, в обмен на Ломмел, а также несколько бывших прусских анклавов в Гелдерланде: Зевенар, Хёйссен и Малбюрген (теперь часть Арнема).
Договор был официально ратифицирован 21 января 1808 года.

## Последствия
Договор в Фонтенбло стал первым шагом к полной аннексии Наполеоном Голландии, завершенной в 1810 году.
Протесты против аннексии Францией Флиссингена включали в себя анонимную подпольную брошюру под названием «Жалоба матери Флиссингена» (нидерл. Klagt eener Vlissingsche Moeder), в которой мать сетовала, что её сыновья будут вынуждены сражаться во французской армии, и говорила, что матери Флиссингена сделают всё, чтобы защитить своих сыновей от этой участи. Она была в ярости из-за ужасных бедствий (нидерл. ijsselijkste rampen), которые последуют после аннексии, и умоляла короля Луи быть «истинным отцом народа» и спасти жителей Флиссингена от французов.
В нарушение условий договора французский генерал Монне де Лорбо также занял форт Раммекен, расположенный в нескольких километрах к востоку от Флиссингена; французы утверждали, что владение фортом имело важное значение для обороны города.
В ночь с 14 на 15 января 1808 года, всего через несколько месяцев после заключения договора, провинция Зеландия подверглась сильному шторму, вызвавшему сильное наводнение. Ущерб и потери, вызванные штормом, были больше всего во Флиссингене, где рухнул ряд домов, и 31 человек погиб.
В июле 1809 года англичане высадили экспедиционные силы на острове Вальхерен. Цель кампании состояла в том, чтобы уничтожить французский флот, предположительно находящийся во Флиссингене, и заблокировать порт Антверпена. Французский гарнизон во Флиссингене капитулировал перед англичанами 15 августа после того, как город подвергся бомбардировке британским флотом, получив большой урон. Однако кампания в конечном итоге провалилась, и британские войска были выведены из Вальхерена к концу этого года.
После заключения договора Флиссинген стал частью французского округа Экло в департаменте Эско, а в 1810 году город был присоединён к округу Мидделбург в недавно сформированном департаменте Устье Эско. После поражения Наполеона в 1814 году Флиссинген стал частью нового Объединённого королевства Нидерландов.
Восточная Фризия присоединилась к голландскому королевству как департамент Остфрисланд. После аннексии королевства Наполеоном большая часть его стала департаментом Эмс-Ориенталь. Восточная Фризия была вновь аннексирована Пруссией в 1813 году, но в 1815 году была передана Королевству Ганновер, которым правил британский король Георг III.
Зеванар, Хёйссен и Малбюрген (теперь часть Арнема), бывшие прусские анклавы в Гелдерланде, не вступали в Голландию в течение нескольких лет, потому что новый владелец этих территорий, Великое герцогство Берг Иоахима Мюрата, задержалось с отказом от них. В 1808 году голландские войска вошли в Зевенар и официально овладели городом. Анклавы были восстановлены Пруссией в 1813 году, но стали частью Объединённого королевства Нидерландов в 1816 году.